# مكشاف بلوري

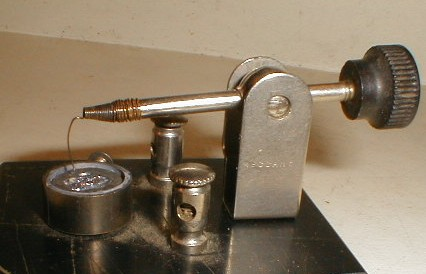
مكشاف بلوري مصنوع من الغالينا.

المكشاف البلوري هو مكون إلكتروني استخدم في السابق في أوائل القرن العشرين في بعض المستقبلات اللاسلكية، وهو يتألف من قطعة من بلورات فلز، والتي كانت تعمل على تقويم إشارات الراديو المتناوبة وللكشف عن واستخلاص التضمين الصوتي في الجهاز. كان المكشاف البلوري بذلك أول نمط من أجهزة ثنائيات المساري (الديودات)؛ وأول عنصر شبه موصل.